# Pühajõgi, Ida-Virumaa
Pühajõgi är ett vattendrag i Estland.   Det ligger i landskapet Ida-Virumaa, i den nordöstra delen av landet, 160 km öster om huvudstaden Tallinn.